# Spotsylvania Courthouse
Spotsylvania Courthouse é uma Região censo-designada localizada no estado norte-americano de Virginia, no Condado de Spotsylvania.

## Demografia
Segundo o censo norte-americano de 2000, a sua população era de 3833 habitantes.

## Geografia
De acordo com o United States Census Bureau tem uma área de
22,5 km², dos quais 22,4 km² cobertos por terra e 0,1 km² cobertos por água.

## Localidades na vizinhança
O diagrama seguinte representa as localidades num raio de 36 km ao redor de Spotsylvania Courthouse.